# Prazosina
Prazosina é um fármaco relacionado com o controle da hipertensão. Bloqueia receptores alfa-adrenérgicos pós-sinápticos da terminação nervosa simpática. Causa vasodilatação, reduzindo a resistência periférica. O medicamento afeta a capacidade de dirigir e controlar máquinas.

## Reações adversas
- Tonturas
- Hipotensão postural
- Dor de cabeça
- Náuseas
- Vômito
- Palpitações
- Congestão nasal
- Edema
- Artralgia
- Dor de barriga
- Depressão
- Sonolência

## Interações
Pode ocorrer interação aditiva caso seja utilizado um diurético junto com a prazosina durante o tratamento.

## Uso na gravidez e lactação
São observadas pequenas concentrações do fármaco no leite materno. Em grávidas o médico faz avaliação para determinar se o benefício do tratamento superará os potenciais riscos da administração.